# Cyrtonastes
Cyrtonastes là một chi bọ cánh cứng trong họ Chrysomelidae.
Chi này được Fairmaire miêu tả khoa học năm 1874.

## Các loài
Các loài trong chi này gồm:
- Cyrtonastes grandis Lopatin in Lopatin & Konstantinov, 1994
- Cyrtonastes lacedaemonis Berti & Daccordi, 1974
- Cyrtonastes peloponnesiacus Berti & Daccordi, 1974
- Cyrtonastes ruffoi Berti & Daccordi, 1974
- Cyrtonastes seriatoporus Fairmaire, 1880
- Cyrtonastes weisei Reitter, 1884
- Cyrtonastes zazynthi Berti & Daccordi, 1974